# Rice (Texas)
Rice è una città degli Stati Uniti d'America, situata nello Stato del Texas, nella Contea di Navarro.